# Alfred de Musset
Alfred Louis Charles de Musset-Pathay (Parigi, 11 dicembre 1810 – Parigi, 2 maggio 1857) è stato un poeta, scrittore e drammaturgo francese, una delle figure emblematiche del romanticismo letterario.

## Biografia
Appartenente ad una famiglia agiata, affettuosa, raffinata, nacque a Parigi nel 1810. Il padre, Victor de Musset, era un alto funzionario del Ministero della Guerra e un letterato, profondo conoscitore di Jean-Jacques Rousseau di cui curò l'edizione delle opere; la figura di Rousseau sarà fondamentale nella formazione del giovane Alfred. A sette anni, egli cominciò a frequentare il prestigioso Lycée Henri-IV e iniziò già nel 1824 a scrivere dei versi; nel 1827 ottenne il secondo premio di dissertazione latina al Concours général, un premio destinato a ricompensare ogni anno i migliori allievi.
Dopo essersi cimentato in medicina, nel diritto, nello studio della lingua inglese e del pianoforte, Musset abbandonò ben presto queste discipline poiché era interessato soltanto alla letteratura. Dal 1828 iniziò a frequentare il salotto di Charles Nodier alla Bibliothèque de l'Arsenal dove conobbe Alfred de Vigny e Sainte-Beuve; per la sua grande propensione alla scrittura divenne ben presto l'enfant prodige del romanticismo francese. A vent'anni la sua fama letteraria, ancor nascente, si accompagnò già ad una vita sregolata, connotata da un suo atteggiamento in stile dandy, ma anche da seri problemi di alcolismo. Avvicinatosi alla poesia anche per desiderio di vita mondana oltre che per vera vocazione, s'impegnerà a fondo nell'arte solo dopo la morte del padre, nel 1832, vittima di un'epidemia di colera.
Nel 1830, anno in cui avvenne la famosa Bataille d'Hernani in difesa dell'opera di Victor Hugo, Musset tentò la fortuna scrivendo per il teatro, all'epoca il solo genere letterario che poteva garantire un certo guadagno agli autori; ma, dopo il fiasco della sua rappresentazione Nuit Vénitienne, Musset darà l'«addio alle scene (e per lungo tempo)» (da una lettera a Prosper Chalas).
Nel 1833, a una cena a cui parteciparono i collaboratori della Revue des Deux Mondes, Musset conobbe George Sand; dopo un romantico soggiorno passato con lei a Fontainebleau, la coppia partì per l'Italia. A Venezia però il poeta cadde gravemente malato e la Sand lo tradì intrecciando una relazione con il medico che lo curava, Pietro Pagello. Rientrato da solo a Parigi fu raggiunto da lei solo dopo qualche mese; la riconciliazione durò poco meno di un anno, tormentata da continui litigi e terminò nel marzo 1835.
Principali componimenti del suo periodo più fecondo che va dal 1832 al 1841 furono il dramma romantico Lorenzaccio, pubblicato nel 1834 durante la sua tempestosa relazione con George Sand e nello stesso anno Fantasio e On ne badine pas avec l'amour. Pubblicò parallelamente il suo capolavoro lirico Les Nuits (Nuits de mai, d'août, d'octobre, de décembre, 1835-1837) - sui temi connessi tra loro del dolore, dell'amore e dell'ispirazione, e il romanzo autobiografico La confessione di un figlio del secolo (1836), forse la sua opera più celebre.
Bibliotecario al Ministero degli interni sotto la Monarchia di luglio, nel 1848 viene rimosso dall'incarico; diventa in seguito bibliotecario del Ministero dell'istruzione sotto il Secondo Impero. Riceve la Legion d’onore il 24 aprile 1845, nello stesso periodo in cui il riconoscimento fu assegnato anche a Honoré de Balzac, ed è eletto all'Académie française nel 1852, dopo due tentativi falliti nel 1848 e nel 1850. Tra questi due anni ebbe un legame affettivo con l'attrice M.lle Despréaux.
Negli ultimi tempi scriverà ancora qualche racconto e qualche commedia: Il faut qu'une porte soit ouverte ou fermée, Bettine e Carmosine. La salute malferma e la dedizione all'assenzio segneranno gli ultimi anni della sua vita. Il segno di "de Musset", ossia scosse ritmiche del collo e della testa, utilizzato in Semeiotica come sintomo dell'insufficienza delle valvole aortiche, prende il nome proprio dal poeta nel quale sarebbe stato osservato per la prima volta.

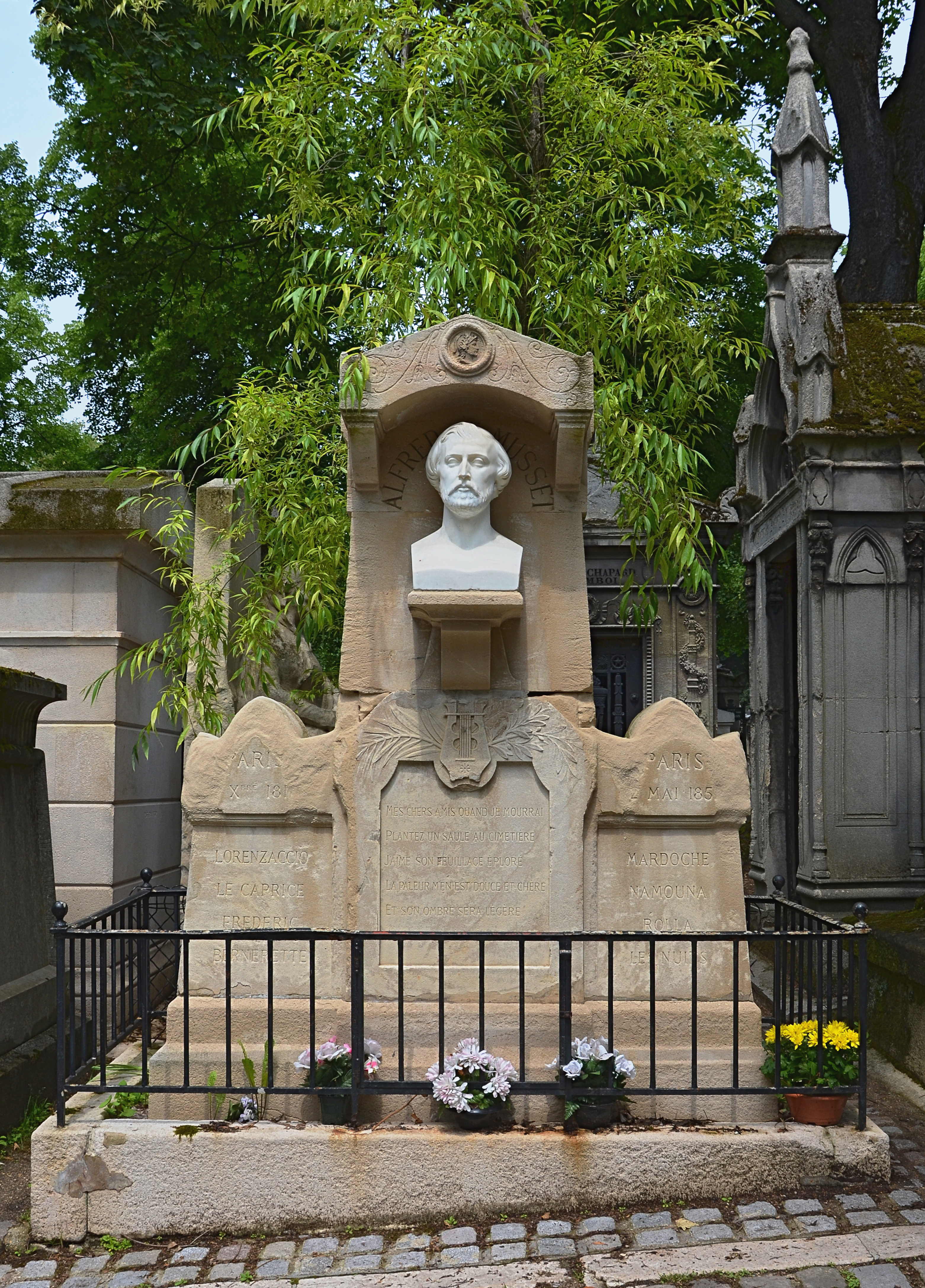
Tomba di Alfred de Musset al cimitero di Père-Lachaise

Morirà, quasi dimenticato, il 2 maggio 1857 vittima di tutti i suoi eccessi. È sepolto nel cimitero di Père-Lachaise, a Parigi. Nelle sue ultime volontà c'era scritto di voler essere seppellito sotto un salice; oggi quel salice si trova ancora là.

## Le opere
- 1824 - A ma mère.
- 1826 - A Mademoiselle Zoé le Douairin.
- 1828 - Un rêve, L'Anglais mangeur d'opium.
- 1829 - Premières poésies.
- 1830 - Contes d'Espagne et d'Italie, La quittance du diable.
- 1831 - La coupe et les lèvres, Namouna.
- 1832 - Spectacle dans un fauteuil, A quoi rêvent les jeunes filles.
- 1833 - Les caprices de Marianne, Rolla, André del Sarto.
- 1833 - Gamiani (attribuito).
- 1834 - Lorenzaccio, Fantasio, Non si scherza con l'amore, Une nuit vénitienne, Perdican, Camille et Perdican.
- 1835/37 - Les Nuits de mai.
- 1835 - La quenouille de Barberine, La nuit de mai, La nuit de Dêcembre, Le chandelier.
- 1836 - Il ne faut jurer de rien, Lettre à M. de Lamartine, Faire sans dire, La nuit d'août, La confession d'un enfant du siècle
- 1837 - Un caprice, La nuit d'octobre, À la Malibran, Emmeline, Les deux maîtresses, Lettres a Dupuis et Cotonet.
- 1838 - Le fils du Titien, Fréderic et Bernerette, L'espoir en Dieu, Dupont et Durand, Margot.
- 1839 - Croisilles.
- 1840 - Tristesse, Une soirée perdue.
- 1841 - Souvenir.
- 1842 - Le voyage où il vous plaira, Sur le paresse, Histoire d'un merle blanc, Aprés une lecture.
- 1844 - Pierre et Camille, Le secret de Javotte, Les frères Van Bruck.
- 1845 - Il faut qu'une porte soit ouverte ou fermée, Mademoiselle Mimi Pinson.
- 1849 - Louison, L'Habit vert, On ne saurait penser à tout.
- 1850 - Poésies nouvelles, Carmosine.
- 1851 - Bettine, Faustine.
- 1853 - La mouche.
- 1854 - Contes.
- 1855 - La vie et l'espérance
- 1865 - Carmosine

## Cinema
La sua storia d'amore con la scrittrice George Sand è stata raccontata nel film del 1999 scritto e diretto da Diane Kurys, I figli del secolo (Les Enfants du Siècle), interpretato da Juliette Binoche nella parte della Sand e da Benoît Magimel in quella dello scrittore.

## Musica
Il suo dramma La coupe et les lèvres servì da fonte per l'opera Edgar di Giacomo Puccini (1889).
Il compositore fiorentino Sylvano Bussotti ha composto nel 1968 (e modificato nel 1972) il mistero da camera Lorenzaccio, da De Musset.
Sul poema La Nuit de Mai negli anni '90 Valeria Ravot ha scritto l'omonima cantata scenica per mezzosoprano (o contralto), tenore drammatico e pianoforte (o orchestra).